# Mieczysław Herman (artysta plastyk)
Mieczysław Marian Herman (ur. 2 października 1938 w Olesiowie, zm. 13 stycznia 2016 w Lublinie) – polski artysta plastyk, prof. sztuk plast., wykładowca UMCS.

## Życie i działalność
Syn Kazimierza i Wiktorii. Absolwent Państwowej Wyższej Szkoły Sztuk Plastycznych w Gdańsku z 1963. W latach 1972–2012 związany był z Uniwersytetem Marii Curie-Skłodowskiej w Lublinie, gdzie w 2000 roku uzyskał tytuł profesora sztuk plastycznych. Był profesorem nadzwyczajnym Instytutu Sztuk Pięknych Wydziału Artystycznego UMCS. Autor między innymi plafonu w pijalni zdrowotnej w Nałęczowie oraz sgraffita elewacji kamienic w Zamościu. Zmarł 13 stycznia 2016 roku i został pochowany na cmentarzu w Otwocku.

## Wybrane odznaczenia
- Złoty Krzyż Zasługi (2001)[2]